# Jikkyo J-League 1999: Perfect Striker 2
Jikkyo J-League 1999: Perfect Striker 2 és el segon videojoc per Nintendo 64 de la saga Perfect Striker i el darrer de la saga Jikkyo Soccer de N64 de Konami. Els gràfics i les plantilles dels equips estan actualitzats i també s'usen al International Superstar Soccer 2000.